# Từ Thủy
Từ Thủy (chữ Hán giản thể: 徐水区, âm Hán Việt: Từ Thủy khu) là một quận thuộc địa cấp thị Bảo Định, tỉnh Hà Bắc, Cộng hòa Nhân dân Trung Hoa. Quận này có diện tích 736 ki-lô-mét vuông, dân số 560.000 người. Mã số bưu chính là 072550. Chính quyền quận đóng ở. Về mặt hành chính, quận Từ Thủy được chia thành 7 trấn, 7 hương. 
- Trấn: An Túc, Thôi Trang, Đại Yên, Cao Lâm Thôn, Tào Hà, Đại Vương Điếm, Toại Thành.
- Hương: Chính Thôn, Phủ Sơn, Lưu Thôn, Bộc Hà, Nghĩa Liên Trang, Sử Thụy, Họ Mộc.